# ويليام إي. باول (أستاذ جامعي)
ويليام إي. باول (بالإنجليزية: William E. Paul)‏ هو عالم مناعة أمريكي، ولد في 12 يونيو 1936 في بروكلين في الولايات المتحدة، وتوفي في 18 سبتمبر 2015 في مانهاتن في الولايات المتحدة بسبب ابيضاض الدم.